# Pierre Perret (homme politique)
Pour les articles homonymes, voir Perret et Pierre Perret (homonymie).
Pierre Perret est un homme politique français né le 17 novembre 1794 au Gouray (Côtes-du-Nord) et mort le 31 mars 1884 au Gouray.

## Biographie
Propriétaire cultivateur, maire du Gouray, conseiller général, il est député des Côtes-d'Armor de 1848 à 1849, siégeant comme républicain modéré.

## Sources
- « Pierre Perret (homme politique) », dans Adolphe Robert et Gaston Cougny, Dictionnaire des parlementaires français, Edgar Bourloton, 1889-1891 [détail de l’édition]